# Modibbo Adama
Pour les articles homonymes, voir Adama.
Modibbo Adama ou Moodibbo Aadama (en fulfulde) était un chef peul de la région du haut Bénoué. Il a fondé la dynastie des émirs de Yola et a donné son nom à l'actuel État d'Adamawa au Nigeria.

## Biographie
Modibbo Adama est né en 1786 à Wuro Chekke dans l'actuel État de Borno. Il est le fils de Ardo Hassan qui initia son éducation religieuse. Il se rend ensuite à Birnin Ngazargamu, alors capitale de l'empire Bornou, pour terminer ses études. En 1806 il reçoit un drapeau vert de la part de Shehu Usman Dan Fodio pour mener le jihad dans sa région du Haut Bénoué. Il procède à de nombreuses conquêtes pour fonder le royaume de Fombina. En 1838 il établit sa capitale à Ribadu, puis à Joboliwo en 1839, et enfin à Yola en 1841 où il meurt en 1847.